# 브와디스와프 그랍스키
브와디스와프 도미니크 그랍스키(폴란드어: Władysław Dominik Grabski, 1874년 7월 7일 ~ 1938년 3월 1일)는 폴란드의 정치인, 경제학자, 역사가로, 당적은 국민민주당이었다. 폴란드 제2공화국의 화폐개혁을 주도한 인물로, 1920년, 1923년부터 1925년까지 총리직을 역임했다. 그는 스타니스와프 그랍스키와 조피아 키르코르키에드로니오바의 동생이었다.
폴란드 은행의 설립과 즈워티 화폐의 시행을 주도했으며, 그랍스키의 내각은 전간기 최장수 내각이었다. 같은 시기 그의 내각은 외교 무능 등으로 숱한 비판을 받기도 했으며, 빈첸티 비토스는 그랍스키의 농업 개혁과 대중에게 실제 경제 상황을 알리는 데 실패한 것을 두고 강하게 비판했다. 2003년 9월 폴란드 의회는 2004년을 "그랍스키의 해"로 지정했다.